# 아난딘 아마르

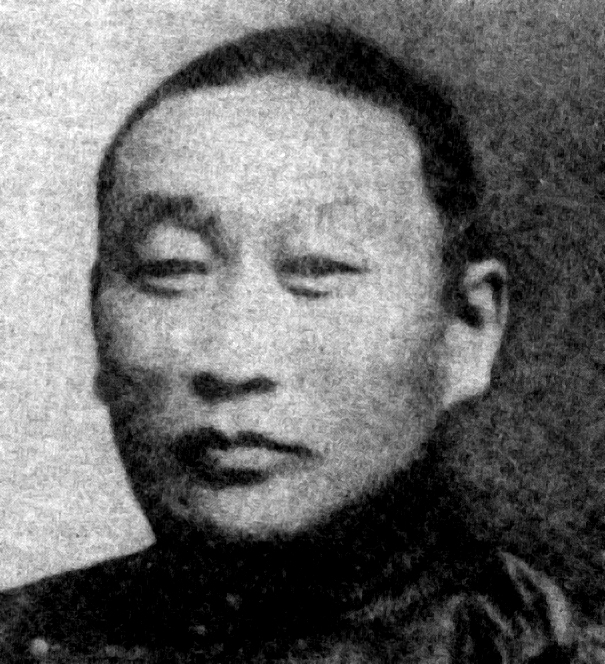
아난딘 아므르

아난딘 아므르(Анандын Амар)는 몽골 인민공화국의 총리이다.